# Sphaerularia bombi
Sphaerularia bombi  (лат.) — нематода из отряда Tylenchida, широко распространенный паразит шмелей. Оплодотворенные самки нематоды длиной 1-2 мм проникают из почвы в полость тела (гемоцель) готовящихся к зимовке маток шмелей. После этого яичники и яйцеводы самки выворачиваются наружу через вульву и увеличиваются в размерах, поглощая питательные вещества из гемолимфы шмеля. Постепенно объём половой системы увеличивается, к концу развития самки примерно в 20.000 раз превышая объём её тела. Личинки нематоды вылупляются из яиц на третьей стадии (после двух линек). Матка шмеля, зараженная нематодой, становится стерильной (личинки паразита проникают в её половую систему). Под влиянием паразита меняется и её поведение: она постоянно летает, вырывая в разных местах неглубокие норки, где остаются вышедшие из её тела через анальное отверстие личинки нематоды третьей стадии. После достижения половозрелости (примерно через 2 месяца) и спаривания новое поколение самок нематод заражает новых маток шмелей, заползающих в норки в поисках потенциальных мест для зимовки.